# Burrito
Burrito (ili taco de harina) je tradicionalno meksičko jelo.
Sastoji se od tortilje od pšeničnog brašna punjene nadjevom. Razlikuje se od tacosa, po tome što tortilja posve obavija nadjev, dok je kod tacosa, nadjev vidljiv. Tortilja se obično lagano peče na žaru ili kuha na pari, da omekša i bude savitljivija. U Meksiku su meso i zapečeni grah najčešći nadjev, a ponekad i jedini.
U Sjedinjenim Američkim Državama, burrito općenito uključuje kombinaciju sastojaka, kao što su: riža u meksičkom stilu (s rajčicom, lukom, češnjakom i sl.) ili obična riža, zapečeni grah ili kuhani grah, zelena salata, salša umak, guacamole (umak od avokada), meso, sir i vrhnje, a količina varira. Tipični burrito u američkom stilu puni se s više sastojaka od samo mesa i/ili nadjeva od povrća, kao u Meksiku.
Prema pučkoj priči, trgovac Juan Méndez iz Ciudad Juáreza prodavao je tacose na ulici. Koristio je magarca za prijevoz sebe i tacosa za vrijeme Meksičke revolucije (1910. – 1921.) Kako bi hranu učinio toplom, zamatao je nadjev u velike tortilje. Ljudi su to nazivali "buritto hranom" što znači "hrana maloga magarca".